# Remigiusz Olszak
Remigiusz Władysław Olszak (ur. 22 czerwca 1939 w Jankowie) – polski entomolog.

## Życiorys
Studiował na Uniwersytecie Łódzkim, w 1971 uzyskał stopień magistra, w 1981 obronił doktorat. W 1993 habilitował się w Instytucie Sadownictwa i Kwiaciarstwa w Skierniewicach, w 1999 uzyskał tam tytuł profesora. W latach 1993–1997 kierował Pracownią Entomologii, od 1997 stał na czele Zakładu Ochrony Roślin Sadowniczych. W latach 1980–1990 był członkiem Zarządu Głównego Polskiego Towarzystwa Entomologicznego, od 1999 członek Komitetu Ochrony Roślin PAN.

## Praca naukowa
Remigiusz Olszak zajmuje się entomologią rolniczą, prowadzi badania nad rolą drapieżców, niewyspecjalizowanych (Aranei) i parazytoidów oraz bionomią gatunków roślinożernych w sadach. Badał metody zwalczania biologicznego i chemicznego gatunków szkodliwych, a także systematykę i rolę biedronek. Dorobek naukowy obejmuje ponad 220 publikacji, w tym 60 oryginalnych prac naukowych oraz poradniki z zakresu ochrony roślin. 

## Odznaczenia
Przyznano mu:
- Brązowy Krzyż Zasługi (1977)
- Srebrny Krzyż Zasługi (1983)
- Złoty Krzyż Zasługi (1990)
- Złota Odznaka Honorowa LOP (1983)